# Tielemba
Tielemba (ros. Телемба) – wieś w Rosji, w Buriacji, w rejonie jerawnińskim. W 2010 liczyła 1299 mieszkańców.